# 愛德華·查爾斯·霍華德

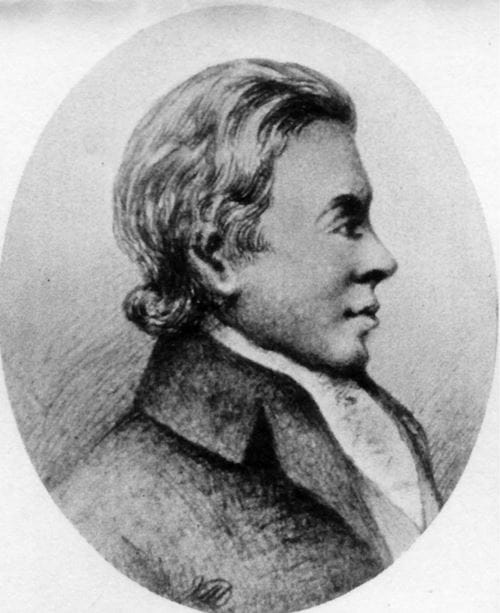
愛德華·查爾斯·霍華德

愛德華·查爾斯·霍華德（英語：Edward Charles Howard，1774年5月28日—1816年9月28日），英國化學家，被認為是最早的化學工程師（Chemical engineer）。為首次合成雷酸汞的化學家。

## 生平
其父為查爾斯·霍華德，第11世諾福克公爵。
1799年，當選英國皇家學會院士。1800年，發明合成雷酸汞與雷酸银的方法。
1813年，發明新的製砂糖方法。